# Antonis Bara
Antonis Bara (* 2. März 1958 in Shobha) ist ein indischer Geistlicher und römisch-katholischer Bischof von Ambikapur.

## Leben
Antonis Bara studierte Philosophie am Priesterseminar St. Albert in Ranchi und Katholische Theologie an der Päpstlichen Universität Urbaniana in Rom. Am 13. Mai 1988 empfing er das Sakrament der Priesterweihe für das Bistum Ambikapur.
Bara wirkte zunächst als Lehrer und Pfarrvikar in Ratasili, bevor er 1989 Pfarrer in Bargawan wurde. Von 1992 bis 1996 war er Pfarrer in Ambikapur und von 1996 bis 1998 in Ratasili. Anschließend war er als Generalvikar des Bistums Ambikapur tätig. 2005 wurde Antonis Bara für weiterführende Studien nach Italien entsandt, wo er 2014 an der Theologischen Fakultät des Triveneto in Padua mit der Arbeit The Uraons of Chotanagpur, India, from the tradition of faith-life to the evangelization: an anthropological, cultural and pastoral theological perspective (1885–1927) („Die Uraonen von Chotanagpur, Indien, von der Tradition des Glaubenslebens bis zur Evangelisierung: eine anthropologische, kulturelle und pastoraltheologische Perspektive (1885–1927)“) im Fach Pastoraltheologie promoviert wurde. Nach der Rückkehr in seine Heimat wurde er Pfarrer in Balrampur. Ab 2015 war Antonis Bara Pfarrer der Kathedrale Immaculate Mother of God in Ambikapur und erneut Generalvikar.
Am 22. Dezember 2021 ernannte ihn Papst Franziskus zum Bischof von Ambikapur. Der Erzbischof von Raipur, Victor Henry Thakur, spendete ihm am 22. Februar 2022 vor der Kathedrale Immaculate Mother of God in Ambikapur die Bischofsweihe; Mitkonsekratoren waren der Erzbischof von Ranchi, Felix Toppo SJ, und der emeritierte Bischof von Ambikapur, Patras Minj SJ.

## Schriften
- The Uraons of Chotanagpur, India, from the tradition of faith-life to the evangelization: an anthropological, cultural and pastoral theological perspective (1885–1927). Facoltà Teologica del Triveneto, Padua 2012, OCLC 1044468717.